# Santa Maria della Grazia (isola)
Santa Maria della Cavana o della Grazia o, più semplicemente, la Grazia (o ancora Santa Maria delle Grazie o Isola delle Grazie) è un'isola artificiale della Laguna Veneta di circa quattro ettari di superficie; sorse nel medioevo per l'abitudine di scaricare nell'area i detriti di Venezia.
Nel 1264 fu sede di un ricovero per i pellegrini della Terrasanta, che la confraternita di San Girolamo di Fiesole adattò successivamente a convento. Nella chiesa si conservava un'immagine ritenuta miracolosa, da cui il nome dell'isola. Dalla confraternita il convento passò alle suore Cappuccine fino alle soppressioni di Napoleone. Trasformata in polveriera (nel 1849, in un incidente saltò in aria la chiesa); è stata sede di un ospedale per le malattie infettive, sino a poco tempo fa.
Nel 2016 l'isola era stata ceduta, in forza di un accordo transattivo, ad una società di Treviso, la Giesse Investimenti S.r.l., di Giovanna Stefanel. Nel 2018 il T.A.R. del Veneto ha annullato tale cessione. Nel 2019 il Consiglio di Stato ha aggiudicato alla Giesse l'isola.

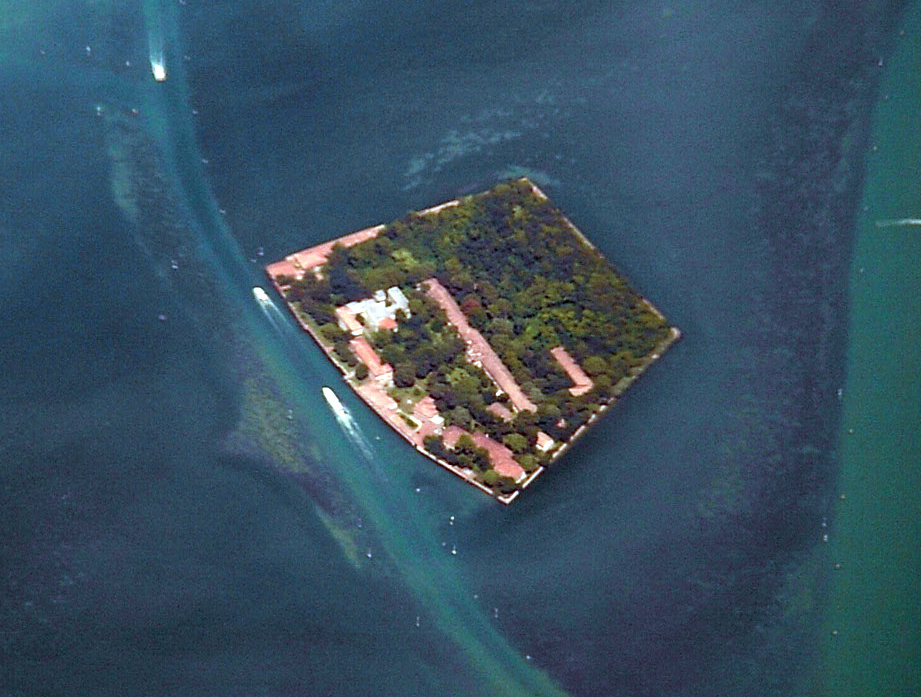
Foto aerea dell'isola
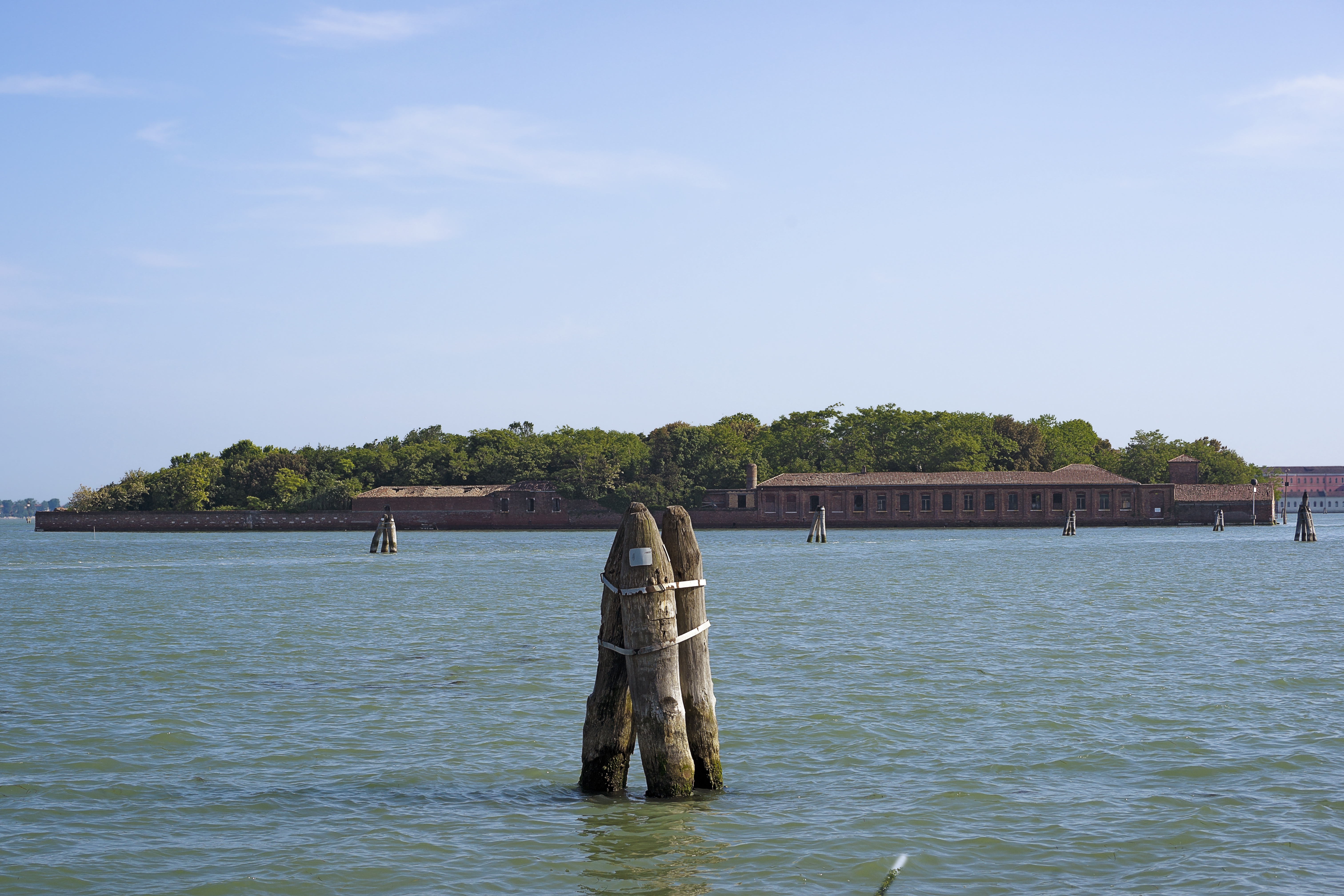
Vista dalla Giudecca